# Париж (річка)
Париж (словац. Paríž) — річка в Словаччині, права притока Грону, протікає в окрузі Нове Замки.
Довжина — 41.5 км; площа водозбору 224 км².
Витікає в масиві Подунайські пагорби біля села Колта на висоті 188 метрів. Серед приток — Батов.
Впадає у Грон біля села Каменни Мост на висоті 115 метрів.